# Lycaea
Lycaea is een geslacht van vlokreeften in de familie Lycaeidae.
De wetenschappelijke naam van het geslacht werd gepubliceerd door James Dwight Dana in 1852.
De soort Lycaea ochracea die Dana in 1853 beschreef was gevangen in de Grote Oceaan nabij Sunday Island tijdens een expeditie in 1840. Volgens Harbison en Madin (1976) was Dana's beschrijving echter onvoldoende duidelijk en waren er geen latere waarnemingen van die soort bekend. Zij namen L. ochracea daarom niet op in hun lijst van acht geldige soortnamen.
Deze vlokreeften komen voor in tropische en subtropische zeeën en in de Middellandse Zee. Ze leven commensaal op kettingvormige kolonies van Salpidae. Tijdens de groei van de diertjes komen er nieuwe segmenten bij aan hun zwempoten (pleopoden). De volwassen L. pulex en L. vincentii kunnen ongeveer 10 respectievelijk 8 mm groot worden; mannetjes zijn gemiddeld iets groter dan wijfjes.

## Soorten
Volgens WoRMS zijn de volgende soorten bij het geslacht ingedeeld:
- Lycaea bajensis Shoemaker, 1925
- Lycaea bovallii Chevreux, 1900
- Lycaea bovallioides Stephensen, 1925
- Lycaea lilia Volkov, 1982
- Lycaea nasuta Claus, 1879
- Lycaea pachypoda (Claus, 1879)
- Lycaea pauli Stebbing, 1888
- Lycaea pulex Marion, 1874
- Lycaea serrata Claus, 1879
- Lycaea vincentii Stebbing, 1888